# 6070 Rheinland
6070 Rheinland (1991 XO1) là một tiểu hành tinh vành đai chính được phát hiện ngày 10 tháng 12 năm 1991 bởi F. Borngen ở Tautenburg.